# 52
Het jaar 52 is het 52e jaar in de 1e eeuw volgens de christelijke jaartelling.

## Gebeurtenissen

### Italië
- In Rome wordt door de Senaat een wet (senatus consultum) uitgevaardigd, waardoor het niet langer toegelaten is om zieke of oude slaven te doden.
- Keizer Claudius laat in Zuid-Tirol door ongeveer 30.000 arbeiders een tunnel graven van 5,6 km onder de berg Salviano om het Fucin-meer droog te leggen.
- Plinius de Oudere schrijft een boek over zijn militaire oorlogshandelingen tegen de Chauken in Germanië.

### Palestina
- Antonius Felix volgt Venditius Cumanus op als procurator over Judea.
- Ananias ben Nebedeüs, hogepriester van de Joodse Tempel, wordt naar Rome gestuurd op beschuldiging van aanzetten tot geweld. Op voorspraak van Herodes Agrippa II wordt hij vrijgesproken.

## Geboren
- Epictetus, Grieks stoïcijns filosoof (overleden 130)